# Dave Appell
Dave Appell (Filadélfia, Pensilvânia, 24 de março de 1922 - 18 de novembro de 2014), foi um compositor e músico de sessão estadunidense, líder da banda The Applejacks.
Como compositor, ele é creditado em sucessos do rock 'n' roll dos anos 1960 como "Let's Twist Again" e "Limbo Rock" de Chubby Checker e "Mashed Potato Time" de Dee Dee Sharp, dentre outros.

## Carreira
- Fonte:Yahoo.com[3]

Começando no final dos anos 1950, Appell foi um dos pilares por uma década no selo Cameo-Parkway, com sede na Filadélfia, trabalhando com o letrista Kal Mann e o compositor e produtor Bernie Lowe.
Ele e Mann escreveram "Let's Twist Again" que alcançou a 8ª posição nas paradas da Billboard em julho de 1961, depois fez parceria para "Limbo Rock", que chegou ao segundo lugar no mês de setembro seguinte.
Eles também co-escreveram os sucessos de 1962 "Mashed Potato Time" e "Gravy for My Mashed Potatos" para Sharp, o cantor de R&B nascido na Filadélfia.
Appell co-escreveu "Don't Hang Up", "South Street" e "The Wah Watusi" para The Orlons, "Wild One" e "Swinging School" para Bobby Rydell e "The Bristol Stomp" e "(Do The New ) Continental” para The Dovells. Ele também arranjou músicas e tocou na banda da casa que apoiava os artistas da gravadora.
Appell produziu "Knock Three Times" e o hino do baile "Tie a Yellow Ribbon & lsquoRound the Ole Oak Tree" com Hank Medress na Bell Records. As canções foram sensações nº 1 em 1971 e 1973, respectivamente.

### The Applejacks
Criado no bairro de Fishtown, na Filadélfia, Appell foi o líder do grupo The Applejacks, que gravou músicas do Top 40 como "Mexican Hat Rock" e "Rocka-Conga" no final dos anos 1950.
Ele apareceu com The Applejacks em Don't Knock the Rock (1956), que também contou com Bill Haley and the Comets, Alan Freed e Little Richard, e no Saturday Night Beechnut Show de Dick Clark e atuou como diretor musical do programa de televisão The Ernie Kovacs.